# Karlovy Vary
Karlovy Vary eller Karlsbad på svenska är en stad och kurort med varma bad i nordvästra Tjeckien, nära gränsen till Tyskland. Karlovy Vary är huvudort i den nutida regionen Karlovy Vary och ligger i den historiska regionen Böhmen. Staden hade 49 326 invånare 2016.

## Geografi
Staden ligger vid sammanflödet av Ohře (tyska: Eger) och dess biflod Teplá.

## Historia
Den tysk-romerske kejsaren Karl IV, av vilken staden fick sitt namn, grundade staden på 1370-talet. Den tillhörde dåvarande Österrike-Ungerns välde fram till 1918, då republiken Tjeckoslovakien bildades. Majoriteten av stadens befolkning var då, liksom resten av Sudetenland, tyskspråkig. Efter andra världskriget blev den tysktalande befolkningen, som en del av Potsdamöverenskommelsen, tvångsförflyttad och ersattes med tjeckisktalande befolkning. Samtidigt ändrades stadens namn från Karlsbad till Karlovy Vary.

## Kurort och kultur
Karlsbad var en av Europas mest berömda kurorter. I staden finns varma källor, vilkas vatten pumpas upp i olika brunnar, där man själv kan dricka ur karaktäristiska muggar. Vattnet har en temperatur på mellan 30 och 65 grader och är rikt på glaubersalt.
Källorna har gett namn till Karlsbadervatten, en alternativ benämning på sodavatten, Karlsbadersalt och Karlsbaderbröd
Staden har bland annat en porslinsfestival och en internationell filmfestival.

## Bildgalleri

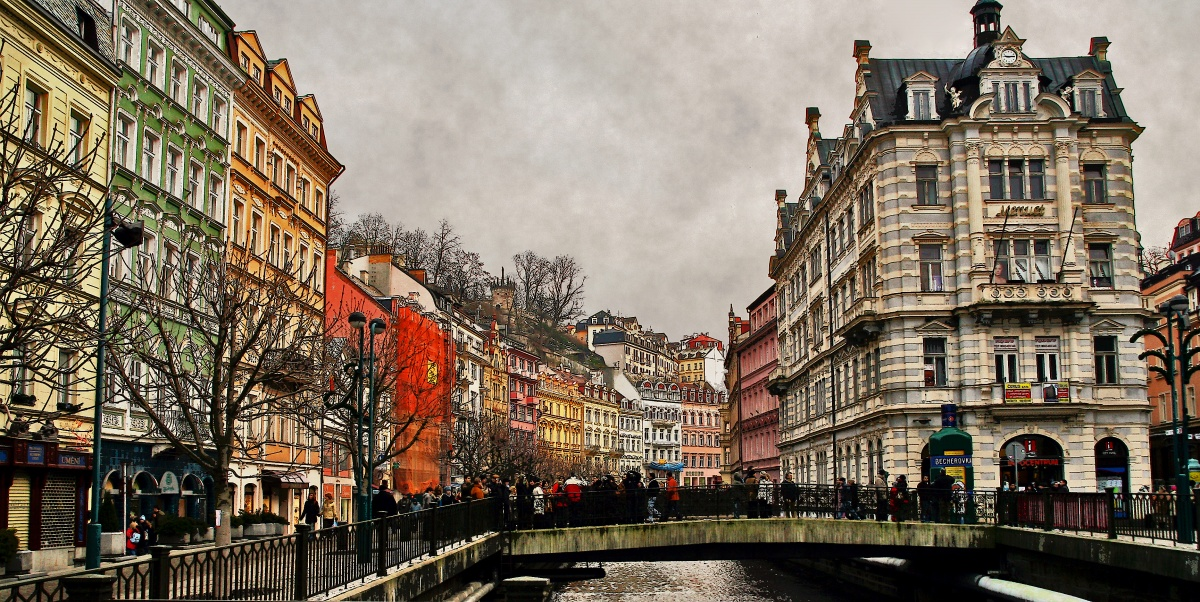
Karlovy Vary
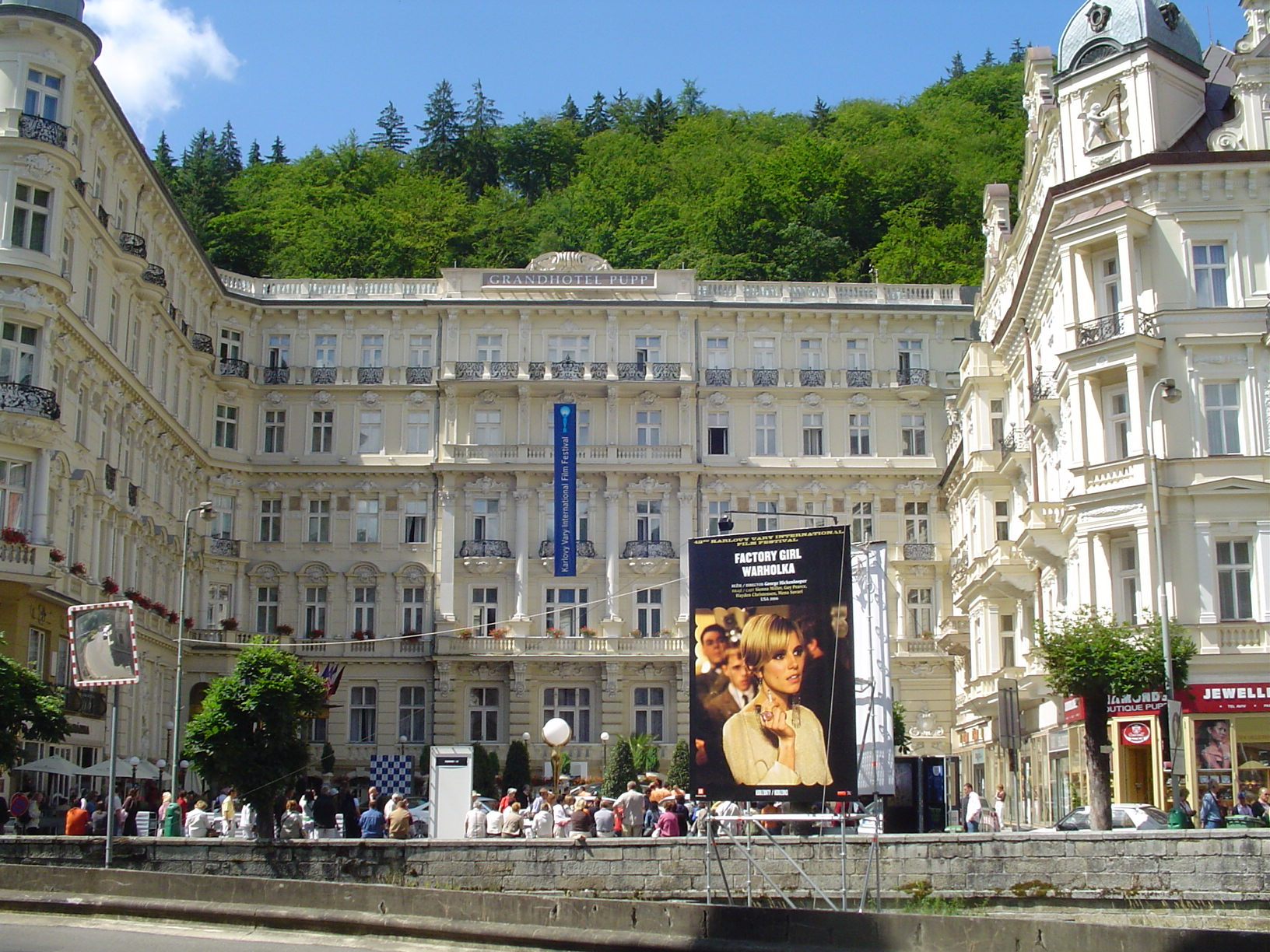
Grandhotel Pupp
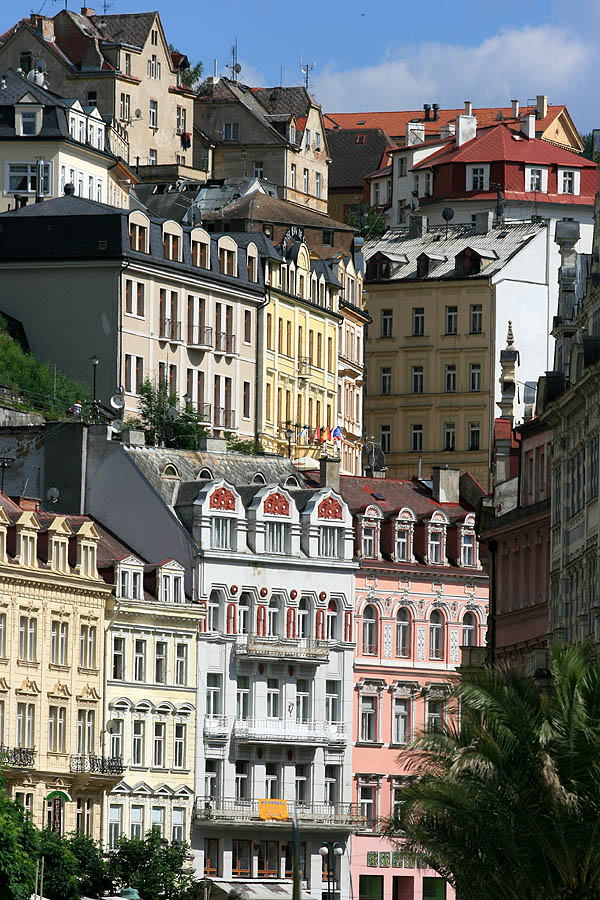
Byggnader ovanför Vřídelnígatan
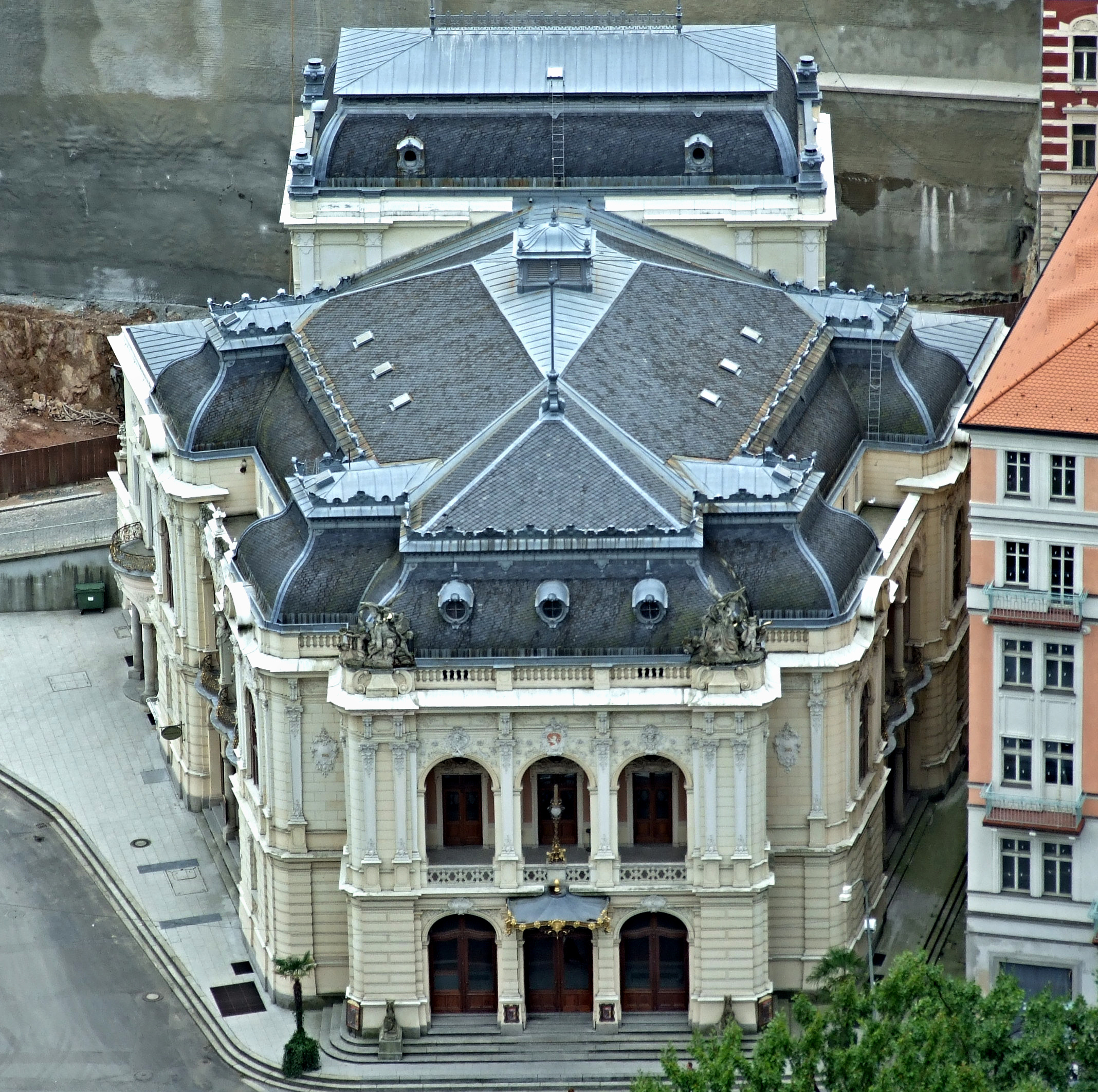
Operan
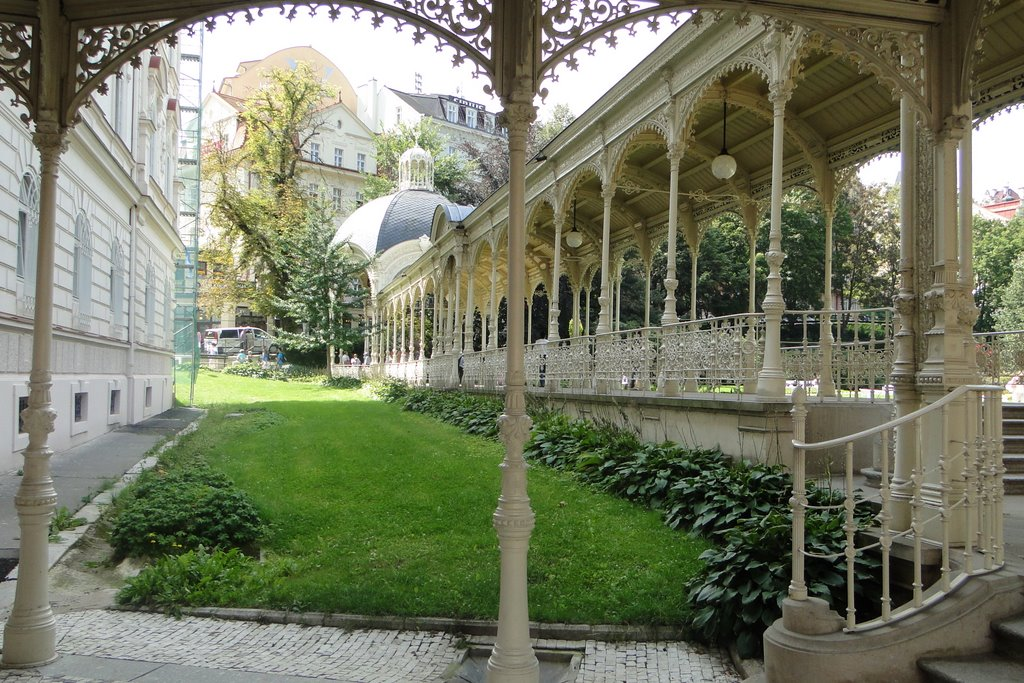
Parkkolonnaden
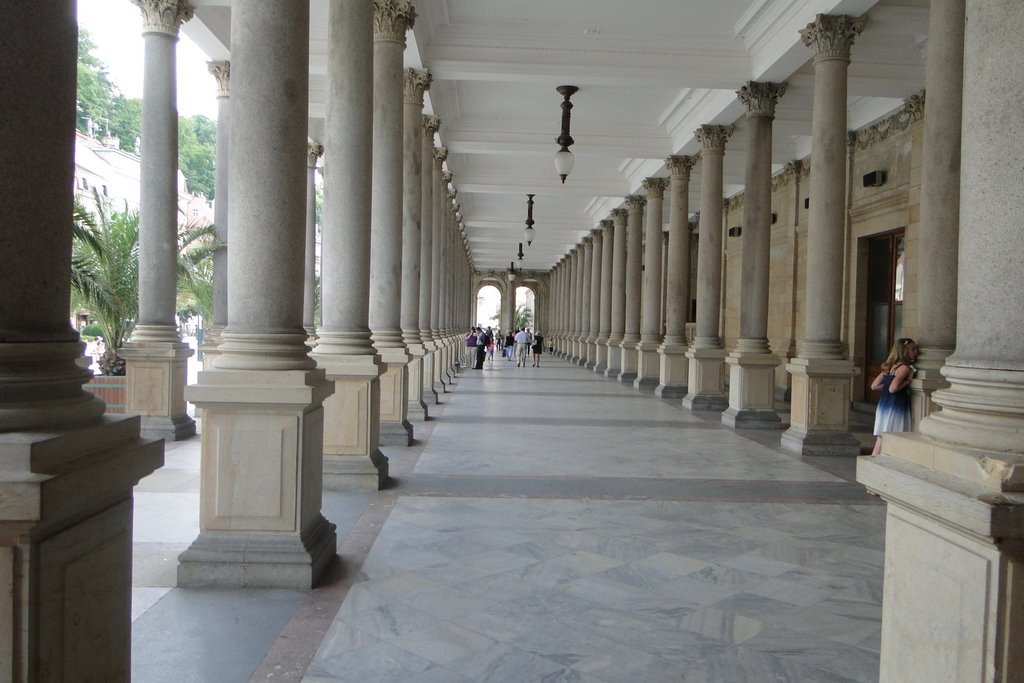
Kvarnkolonnaden
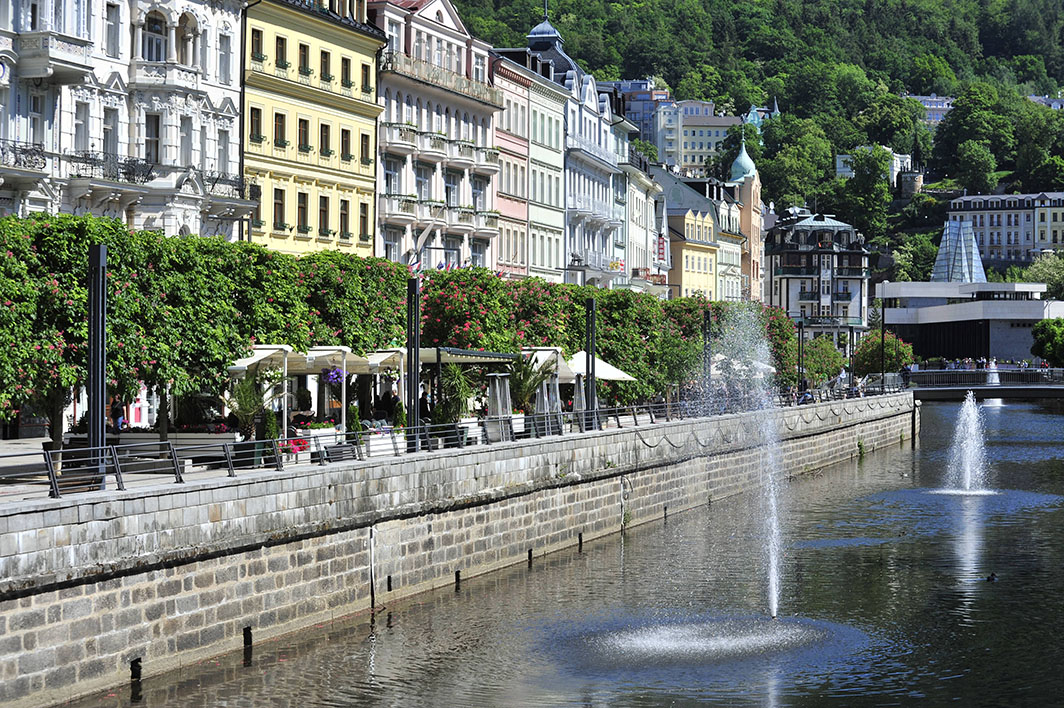
Teplá

## Vänorter
- Baden-Baden, Tyskland
- Varberg, Sverige